# Saint-Cirq (Tarn-et-Garonne)
Saint-Cirq település Franciaországban, Tarn-et-Garonne megyében. Lakosainak száma 569 fő (2022. január 1.). Saint-Cirq Caussade, Monteils, Montricoux, Saint-Antonin-Noble-Val és Septfonds községekkel határos.

## Népesség
A település népessége az elmúlt években az alábbi módon változott:
| Lakosok száma | 524  | 541  | 558  | 548  | 553  | 557  | 565  | 563  | 569  |
|               | 2013 | 2015 | 2016 | 2017 | 2018 | 2019 | 2020 | 2021 | 2022 |